# NGC 1348
NGC 1348 ist ein offener Sternhaufen mit einer Flächenausdehnung von etwa 6' im Sternbild Perseus. Er ist rund 5900 Lichtjahre vom Sonnensystem entfernt.
Das Objekt wurde am 28. Dezember 1790 von Wilhelm Herschel entdeckt.